# Koninklijk Erkende Harmonie St. Catharina Lemiers
Harmonie St. Catharina Lemiers uit Lemiers werd op 30 januari 1898 opgericht onder protectie van baron Otto von Pelser Berensberg. 
Onder leiding van Victor Vaessen promoveerde de harmonie in 1994 naar de ere-afdeling. In 1999 behaalde de harmonie het Nederlands Kampioenschap in de ere-afdeling. Harmonie St. Catharina telt anno 2007 ongeveer 60 muzikanten en 25 jeugdige muzikanten in opleiding. De jonge muzikanten worden binnen de vereniging opgeleid en stromen via het opleidingsorkest door naar de harmonie. 
De vereniging vervult een belangrijke sociale functie binnen de gemeenschap Lemiers. Bij diverse activiteiten, zoals carnaval en processies zorgt de harmonie voor de muzikale omlijsting. Tevens organiseert de harmonie ieder jaar concerten in Lemiers zoals een Nieuwjaarsconcert en een Voorjaarsconcert en wordt ook buiten de gemeentegrens veelvuldig deelgenomen aan concerten.

## Lijst van dirigenten
- 1898 - 1900 Tychon
- 1900 - 1901 Mönch
- 1901 - 1910 Wauben
- 1910 - 1912 Rotschuh
- 1912 - 1928 W. Janssen
- 1928 - 1940 P.J. Schröder
- 1948 - 1951 A. Stassen
- 1951 - 1953 Weerts
- 1953 - 1956 Diederen
- 1956 - 1957 J. Groten
- 1957 - 1974 B. Starmans
- 1974 - 1985 A. Gelissen
- 1985 - 1994 Rob van der Zee
- 1994 - 2004 Victor Vaessen
- 2004 - 2007 Rob van der Zee
- 2008 - heden Loek Paulissen